# Vuelo 839 de Widerøe
El Vuelo 839 de Widerøe, también conocido como el Accidente de Værøy (en noruego: Værøy-ulykken), fue un vuelo regional desde el Aeropuerto de Værøy hacia el Aeropuerto de Bodø en Noruega. El de Havilland Canada DHC-6-S300 Twin Otter se estrelló en el océano después de despegar del aeropuerto de Værøy el  12 de abril de 1990. Los 3 pasajeros y los dos miembros de la tripulación murieron.

## Aeronave
La aeronave involucrada en el accidente era un De Havilland Canada DHC-6-S300 Twin Otter con matrícula LN-BNS y número de serie 536, fue entregada a Widerøe el 27 de abril de 1977. El Twin Otter contaba con un seguro de accidentes por parte Norsk Flyforsikringspool. En el momento del accidente, el Twin Otter había volado un total de 58.709 ciclos, equivalentes a 27.304 horas de vuelo.

## Pasajeros y tripulación
A bordo del Twin Otter habían solamente 3 pasajeros, Stig Myrvoll, de 25 años; Frank Bakkeli, de 27 años; y Runa Dagny Søraa, de 23 años.
La tripulación estaba formada por el capitán Idar Nils Persen, de 40 años, y el primer oficial Arnt Vidar Grønneflåta, de 31 años.
El capitán era Idar Nils Persen de 40 años, fue contratado por Widerøe como primer oficial en diciembre de 1982 y ascendió a capitán en febrero de 1989. Acumuló casi 5500 horas de vuelo, incluyendo casi 1300 como piloto al mando.
El primer oficial era Arnt Vidar Grønneflåta de 31 años, fue contratado por Widerøe en junio de 1989 y acumuló 1370 horas de vuelo, 350 horas de vuelo eran como piloto al mando. Antes de incorporarse a la aerolínea, había sido instructor de vuelo desde abril de 1988.

## Accidente
El Havilland Canada DHC-6-S300 Twin Otter tenía previsto despegar desde el Aeropuerto de Værøy al Aeropuerto de Bodø a las 13:36 como vuelo 838 con destino al Aeropuerto de Røst, donde aterrizó a las 14:04. El Twin Otter continúo hacia Værøy como vuelo 839, saliendo desde el Aeropuerto de Røst a las 14:14. Durante este vuelo, la tripulación recibió información de que el viento en el extremo este de la pista era de 270°, con una variación de 18 a 26 nudos (9,3 a 13,4 m/s; 33 a 48 km/h). Cuando el avión aterrizó a las 14:30, la torre de control había indicado que el viento era de 270° y un máximo de 23 nudos (43 km/h). La tripulación comentó sobre el viento tras el aterrizaje y declaró que soplaba en todas direcciones. En el aeropuerto de Værøy, tres pasajeros desembarcaron, dos nuevos pasajeros subieron al avión y el Twin Otter cargó combustible. También había un pasajero del Aeropuerto de Røst al Aeropuerto de Bodø, por lo que el número total de pasajeros era de tres pasajeros, además de los dos pilotos. El peso al despegue fue de 4548,5 kilogramos (10 028 lb), incluyendo 640 kg (1410 lb) de combustible.
La aeronave rodó hacia la pista 25 del Aeropuerto de Værøy. Durante la lista de verificación de salida, el capitán decidió no seguir el procedimiento estándar de la compañía y ascender a 320° en lugar de 280°. El viento máximo medido se había registrado en 57 nudos (29 m/s; 106 km/h) mientras la aeronave se encontraba estacionada. La aeronave solicitó autorización a las 14:42:10; y esta misma fue concedida, y el controlador de tráfico aéreo informó que el viento en el extremo oeste estaba entre 210° y 290°,  y con variación de 18 a 34 nudos (9,3 a 17,5 m/s; 33 a 63 km/h). El viento del este no fue comunicado a la tripulación, pero era de 270°, variando de 20 a 40 nudos (10 a 21 m/s; 37.000 a 74.000 m/h). El despegue comenzó a las 14:42:43 y la aeronave despegó tras haber rebasado la mitad de la pista y poco después desapareció. Varios testigos describieron que, tras el despegue, la aeronave ascendió rápidamente, pero luego comenzó a descender y luego volvió a ascender rápidamente. Luego, el Twin Otter entró en una zona de nubes al oeste del aeropuerto. La grabadora de voz en la cabina describió que, durante el ascenso, el capitán quiso mantener los flaps a 10°, contradiciendo el procedimiento estándar que implicaba disminuirlos. A las 14:43:09, se registró un traqueteo en la grabadora de voz de cabina (CVR). Treinta y cinco segundos después, se registraron sonidos de las hélices desincronizadas. El copiloto indicó que el vuelo tenía dificultades. Ocho segundos después, a las 14:43:52, la CVR dejó de grabar. A las 14:43:54, la torre de control del aeropuerto de Værøy registró una señal de Mayday que duró cuatro segundos, seguida de un fuerte estallido. La aeronave recibió entonces repetidas llamadas por radio. A las 14:50 se contactó con el Centro de Control de Tráfico Aéreo de Bodø.
El Centro Conjunto de Coordinación de Rescate del Norte de Noruega en Bodø envió dos helicópteros y dos barcos, pero un helicóptero y un barco tuvieron que regresar debido al mal tiempo. A las 16:45, se encontraron partes de la aeronave a 3,5 millas náuticas (6,5 km) al noroeste del aeropuerto de Værøy.  Después de que el tiempo mejoró, se utilizaron un barco de rescate, cuatro buques pesqueros y un Westland Sea King para encontrar los restos del naufragio. El 13 de abril, se estaban utilizando doce barcos y dos helicópteros, y se encontraron varias partes del naufragio. Esto permitió que el equipo de búsqueda utilizara buzos para buscar los restos.  La aeronave fue encontrada el 15 de abril, a 2300 metros (7500 pies) del aeropuerto. El ochenta por ciento de los restos del naufragio se encontró en un área de 300 por 400 m (980 por 1.310 pies) y a unos 10 m (33 pies) de profundidad. Todos los pasajeros murieron inmediatamente tras el impacto, pero el cuerpo del capitán nunca fue encontrado.

## Investigación
La pista del aeropuerto de Værøy, está ubicada de este a oeste paralelamente a una montaña al sur de unos 500 m (1600 pies) de altura. Antes de su construcción, Widerøe había realizado varios vuelos de prueba en la zona, que concluyeron que las condiciones del viento eran inaceptables, especialmente del sur sobre la montaña. A partir del 31 de octubre de 1988, Widerøe introdujo restricciones autoimpuestas para aterrizar en el Aeropuerto de Værøy. No se permitía a las aeronaves aterrizar ni despegar si el viento provenía de 090° a 240° (aunque del sur) si la velocidad del viento superaba los 20 nudos (10 m/s; 37 km/h), incluidas las ráfagas de viento. Se introdujeron restricciones adicionales tras un incidente el 18 de enero de 1989; estas se modificaron de nuevo el 1 de noviembre de 1989. El vuelo 839 despegó dentro de los límites permitidos por estas restricciones. Sin embargo, los Twin Otters no debían operar en tierra con vientos superiores a 50 nudos (26 m/s; 93 km/h), y dado que la aeronave inició el rodaje tras un informe de vientos de 57 nudos (29 m/s; 106 km/h), esto constituyó una infracción del procedimiento. El viento también cambió de dirección inmediatamente después del despegue el día del accidente.
La aeronave no había presentado ningún error ni problema mecánico ni técnico antes del despegue. La turbulencia y la cizalladura provocaron una grieta en el timón de profundidad, el estabilizador horizontal o ambos. Esto se debió a fuertes vientos que chocaban a ambos lados de la estructura, debido a vientos cambiantes. Estas fallas estructurales provocaron el accidente de la aeronave. De los 63 segundos transcurridos desde el despegue hasta el impacto, la aeronave estuvo bajo control durante los primeros 55 segundos; solo durante los últimos 8 segundos la tripulación perdió el control de la aeronave.

## Causa
La Junta de Investigación de Accidentes de Noruega declaró en su informe que los pilotos no debieron haber aterrizado con la intensidad del viento reportada y que, definitivamente, no deberían haber despegado. Sin embargo, dado que el viento provenía del oeste, que según los pilotos causaba menos problemas que desde otras direcciones, es posible que decidieran ignorar el viento que excedía los valores permitidos. En particular, la Junta de Investigación de Accidentes criticó la decisión de que el Twin Otter rodara a 57 nudos (106 km/h), 7 nudos (13 km/h) por encima de la velocidad del viento permitida para la operación en tierra y muy por encima de los niveles permitidos para el despegue desde el aeropuerto. La junta comentó que, si bien era común cancelar vuelos al Aeropuerto de Værøy, no se había cancelado ningún vuelo después del aterrizaje del vuelo 839, sino que se cancelaban antes del aterrizaje. La junta comentó que, al ser el último vuelo antes del Día de Pascua, esto pudo haber influido en el sentido del razonamiento de los pilotos para llevar a los pasajeros a sus destinos. Esto puede haberse visto agravado por la muy baja supervisión que había en el Aeropuerto de Værøy. La junta también comentó que los pilotos desconfiaban de los datos del viento que recibían, ya que a menudo experimentaban errores y que el viento podía variar considerablemente dentro del aeropuerto. Mientras el avión estaba en tierra, había estado lloviendo. Los pilotos en Værøy solían experimentar que el tiempo mejoraba entre chaparrones, y había indicios de que el capitán quería despegar antes de que cayera el siguiente chaparrón.
La Junta de Investigación de Accidentes concluyó:

La causa del accidente fue que, durante el ascenso, el avión se vio sometido a un viento que excedía los criterios de construcción del Twin Otter. Esto provocó una grieta en el timón de profundidad y el estabilizador horizontal, lo que provocó que el avión se volviera incontrolable.

## Consecuencias

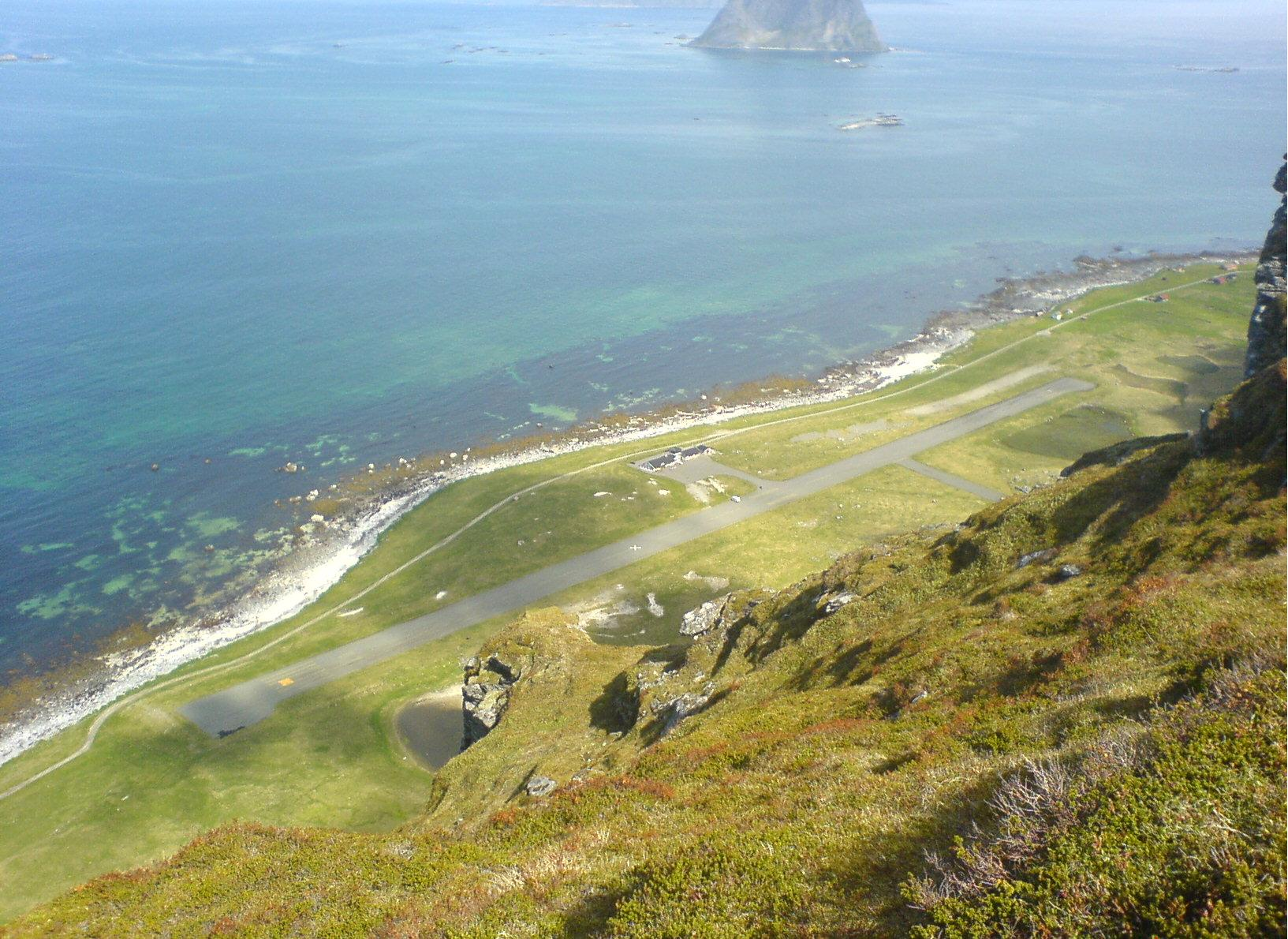
Vista aérea del aeropuerto de Værøy.

El aeropuerto de Værøy se inauguró el 1 de julio de 1986 como parte de la red regional de aeropuertos del norte de Noruega.  Antes de esto, Værøy y el Aeropuerto de Røst habían sido atendidos por helicópteros utilizando un helipuerto; eso había reemplazado los servicios anteriores con hidroaviones. Todos los servicios al aeropuerto se suspendieron inmediatamente después del incidente. El 7 de mayo, Widerøe declaró que no utilizarían el aeropuerto de Værøy y que rechazarían la concesión para operar en Værøy si la comunidad isleña no recibía un nuevo aeropuerto. Comentaron que las restricciones causadas por el viento obligaron a la aerolínea a cancelar hasta la mitad de las salidas. El presidente del sindicato de pilotos de Widerøe, el capitán. Helge Høvik declaró ese mismo día que la aerolínea podría verse obligada a reducir el número de escalas en otros aeropuertos regionales, como el aeropuerto de Mosjøen (Kjærstad) , el aeropuerto de Mo i Rana (Røssvold) , el aeropuerto de Sandnessjøen (Stokka) y el aeropuerto de Sandane (Anda). Høvik declaró que, en su opinión, muchos aeropuertos estaban ubicados en lugares inadecuados, por ejemplo, en el fondo de valles, en la cima de colinas y entre montañas.  Widerøe afirmó que no había ningún problema de seguridad en ningún otro aeropuerto regional.
El informe de la Junta de Investigación de Accidentes criticó duramente a la Administración de Aviación Civil de Noruega, afirmando que el aeropuerto nunca debió construirse en su ubicación y que era "claramente inadecuado para el tráfico regular". Afirmaba que la administración había ignorado los comentarios de meteorólogos y vuelos de prueba en la zona, que habían concluido que las condiciones de viento en la zona no eran adecuadas para un aeropuerto. La comisión que redactó el informe y llevó a cabo la investigación declaró que la Administración de Aviación Civil no había procedido correctamente al planificar el aeropuerto: había elegido Nordlandet inicialmente como ubicación e ignorado los comentarios negativos. Tras un informe favorable del Instituto Meteorológico Noruego sobre las condiciones meteorológicas en la zona, la administración no realizó los vuelos de prueba necesarios para evaluar las condiciones del viento, ya que esto no se había determinado en la recomendación inicial. La comisión también comentó que el departamento de seguridad había sido fundamental para la ubicación del aeropuerto, pero había retirado sus objeciones tras la presión de altos cargos de la administración. La comisión también criticó a la Administración de Aviación Civil por no realizar investigaciones tras los informes de baja regularidad y los incidentes de 1988 y 1989.
Ningún avión ha despegado del Aeropuerto de Værøy tras el accidente, excepto en junio de 1992, cuando un Cessna 172 trajo a la isla a tres paracaidistas del Club de Paracaidismo de Bodø (Bodø Fallskjermklubb), acompañados por un Piper Cherokee 140 de Bodø Flyklubb y un avión experimental. El Cessna realizó dos aterrizajes y despegues, dejando a los paracaidistas sobre la pista a unos 2400 metros de altura. El Piper y el avión experimental realizaron al menos un aterrizaje y un despegue cada uno, durante un espectáculo público celebrado cerca del aeropuerto. En 1992, el Ministerio de Transportes y Comunicaciones de Noruega decidió cerrar definitivamente el aeropuerto, tras haber permanecido cerrado temporalmente desde el accidente. En 1995, se inauguró el Helipuerto de Værøy, más al sur de la isla, y se adjudicó a Helikopter Service la obligación de servicio público para operar la ruta. El servicio de helicópteros utiliza a veces el aeropuerto cerrado como aeropuerto de reserva en caso de mal tiempo.

### Segunda investigación
En un artículo publicado en el periódico Fremover (Narvik, Noruega), en mayo de 1994, el ingeniero aeronáutico inglés Hugh Tyrer afirmó que la causa del accidente probablemente se debió a la fatiga del metal en la pieza terminal del mecanismo de transferencia al timón de profundidad. La pieza terminal se encontraba en tal estado que habría fallado tarde o temprano en condiciones normales de uso. Tras este descubrimiento en el siniestro, Widerøe inmovilizó todos sus Twin Otter y revisó estas piezas, pero no encontró otras piezas defectuosas. De Havilland Canada también envió una alerta a todos los operadores del Twin Otter para que revisaran el componente y canceló el contrato con el subcontratista. De los 800 Twin Otter en funcionamiento, se reemplazaron 86 piezas terminales poco después del accidente, aunque ninguna presentó una fatiga similar a la del vuelo 839. El presidente de la comisión, Ragnar Rygnestad, declaró que no habían considerado que la pieza terminal fuera parte de la causa del accidente y que, por lo tanto, no habían realizado pruebas de tensión ni en ella ni en el timón de profundidad para determinar qué fuerzas eran necesarias para provocar una grieta. Rygnestad declaró que la junta estaba al tanto de la fatiga del metal. También afirmó que no tenía ningún problema con la apertura de una nueva investigación. Widerøe afirmó que confiaban en el informe de la Junta de Investigación de Accidentes.
El miembro del parlamento, Inge Myrvoll, y el presidente de la Asociación de Pilotos de Aerolíneas Noruegas, el capitán Peter Helland, ambos declararon que la Junta de Investigación de Accidentes debería hacer una nueva investigación sobre el accidente. El capitán Helland declaró que la credibilidad del informe se debilitó debido a la influencia que De Havilland Canada tuvo durante el proceso. El 10 de junio, la comisión reabrió el caso, después de haber mantenido reuniones con Tyrer. La comisión declaró que había desacuerdo sobre si el timón de profundidad y el estabilizador horizontal o la pieza del extremo se habían agrietado primero, lo que sería crucial para determinar la causa del accidente. Entre las investigaciones estaría volver a investigar la cinta de sonido de la cabina con nueva tecnología. La Junta de Investigación de Accidentes utilizó el Laboratorio Aeroespacial Nacional en los Países Bajos para realizar pruebas en las piezas del extremo. El informe del Laboratorio Aeroespacial Nacional se publicó el 23 de marzo de 1995 y respaldó la conclusión del informe de la comisión. El periodista Oddvar Kristoffersen, de Fremover, ganó el Premio SKUP de 1994 por su labor para destapar la controversia. El sindicato de pilotos de Widerøe criticó inicialmente el informe, pero en julio declaró que apoyaba la conclusión. Además, Det Norske Veritas retiró sus comentarios críticos sobre la comisión. Con esto, todas las partes oficialmente implicadas apoyaron el informe final de la Junta de Accidentes de Noruega.